# تكملة إكمال الإكمال في الأنساب والأسماء والألقاب
تكملة إكمال الإكمال في الأنساب والأسماء والألقاب. كتاب ألّفه ابن الصابوني، محمد بن علي بن محمود، أبو حامد، جمال الدين المحمودي (المتوفى: 680هـ).
يذكر ابن الصابوني في مقدمة كتابه السبب الذي حداه على تأليفه، وذلك أنه قد وجد «أبا بكر محمد بن عبد الغني ابن نقطة» قد أغفل ذكر جماعة في قسم من التراجم في كتابه «إكمال الإكمال» وكان حرياً بأن يذكرهم، وغفل عن جماعة لم يقع إليه ذكرهم ولا خطر بباله، فأحب أن ينبه عليهم، فألف كتابه «تكملة إكمال الإكمال» الذي يعد من أشهر الكتب في عالم الثقافة التاريخية حيث انه يحتوي على سير رجال من مختلف الطبقات والأصناف كالفقهاء والمدرسين والمحدثين والوزراء والمفسرين والشعراء والأدباء والكتاب والأطباء، والمؤرخين والوعاظ والمتصوفة والنساخ والمجلدين وأرباب الصناعات ورسل الثقافة في البلاد الإسلامية والنبلاء والوجهاء والأعيان والفضلاء عموماً، وقد اهتم المؤلف بالمحدثين لأنه من صنفهم، وترجم كثيراً من معاصريه من الذين يندر العثور على تراجمهم في الكتب الأخرى وجماعة من النساء يصعب الوقوف على سيرهنَّ في غيره، فهو بذلك مبدع مفيد، بعيد عن التكرار والتقليد.